# Marie-Louise Segerstedt
Marie-Louise "Coco" Segerstedt, född Karling 28 mars 1906 i Masthugget, Göteborg, död 7 april 2001 i Uppsala, var en svensk journalist, kåsör och författare. Hon var bland annat verksam vid Göteborgs Handels- och Sjöfartstidning, Morgontidningen och Upsala Nya Tidning. Hon satt dessutom i redaktionen för Fredrika Bremer-förbundets tidskrift Hertha. Under 1930-talet gav hon ut några barnböcker. Hon var gift med Torgny T:son Segerstedt.

## Biografi
Marie-Louise Segerstedt föddes 1906 i stadsdelen Masthugget i Göteborg. Hennes far var ingenjören och journalisten Torsten Sigurd Karling och hennes mor Beda Augusta Lundberg. I ett första äktenskap var hon gift med fabriksföreståndaren Gustav Bergvall. 20 oktober 1934 gifte hon sig med filosofen och sociologen Torgny T:son Segerstedt. De träffades på Göteborgs Handels- och Sjöfartstidning (GHT), där han var ledarskribent och hon reporter. Marie-Louise Segerstedt engagerade sig i sin makes arbete, och de stod varandra nära hela livet.
Marie-Louise Segerstedt började som tidningselev på Morgonposten i Göteborg 18 år gammal. Marie-Louse Segerstedt skrev utöver sin journalistik även kåserier, i såväl GHT som Morgontidningen och Upsala Nya Tidning. Hon skrev många av sina kåserier under pseudonymen "Coco", en signatur som även kom att bli tilltalsnamn bland släkt och vänner. Efter att ha börjat vid Morgonposten gick hon vidare till Morgontidningen.
1938 flyttade hela familjen Segerstedt till Uppsala, där Torgny Segerstedt hade utnämnts till professor. Mellan 1955 och 1978 var han Uppsala universitets rektor, vilket innebar att hon ägnade mycket tid åt representation. Även efter det att hon flyttat från Göteborg skrev hon dock återkommande i Göteborgstidningar. Mellan 1940 och 1972 var hon journalist på GHT, skrev ett kåseri i veckan och recenserade många böcker. Hon skrev också många kåserier i Husmodern och i Idun, kåserier som ofta handlade om hennes liv med barn och barnbarn och sina respresentationsplikter.
Under 1930-talet skrev Segerstedt även några barnböcker, som gavs ut under hennes fullständiga namn Marie-Louise Segerstedt.
Segerstedt ingick även i Herthas redaktion, en tidskrift utgiven av Fredrika Bremer-förbundet. Hon var ordförande för förbundet i Uppsala mellan 1965 och 1970. Marie-Louise Segerstedt är begravd på Uppsala gamla kyrkogård.